# AGM-158 JASSM
Ne doit pas être confondu avec AGM-159 JASSM.
L'AGM-158 JASSM (Joint air-to-surface standoff missile) est un missile de croisière d'origine américaine.

## Conception
Le projet JASSM a débuté en 1995 après l'annulation du missile AGM-137 TSSAM. Celui-ci avait été conçu comme un missile de croisière furtif de grande précision, cependant une mauvaise gestion du projet entraîna une hausse des coûts inacceptable. La nécessité d'un tel missile étant tout de même présente, les militaires ne tardèrent pas à lancer un nouveau cahier des charges dont les objectifs étaient les mêmes. En 1996, deux projets en compétition furent sélectionnés, il s'agissait de ceux de McDonnell Douglas et de Lockheed Martin, ils furent respectivement désignés AGM-159A et AGM-158A. L'AGM-158 de Lockheed Martin remporta la compétition, s'ensuivit en 1998 un contrat portant sur le développement du missile.
Plusieurs controverses tournent autour de ce missile :
- En 1999, les essais en vol motorisés débutèrent ; ceux-ci furent un succès et la production fut lancée en décembre 2001. Le missile entama alors les essais opérationnels en 2002. Mais en fin d'année, deux missiles ratèrent leurs tests à cause d'une panne de leur ogive. Le programme fut alors retardé de trois mois et se termina en avril 2003. Plus tard, deux autres tirs échouèrent cette fois à cause de problèmes du lanceur et du moteur. En juillet 2007, le département de la Défense débloqua 68 millions de dollars pour améliorer la fiabilité du JASSM et recertifier le missile[1]. La décision de continuer ou non le programme a été reportée jusqu'au printemps 2008[2].
- La seconde concerne la livraison à la Finlande de l'AGM-158. En effet, l'achat de missiles JASSM faisait partie du plan de modernisation de ses F/A-18. Or en février 2007, les États-Unis décidèrent d'empêcher la vente des missiles tant que d'autres efforts de modernisation n'auraient pas été effectués (tels que la modernisation à mi-vie no 2, aussi appelée MLU2). Cet épisode amena les médias finlandais à suspecter des problèmes dans les relations diplomatiques entre la Finlande et les États-Unis[3].

## Historique

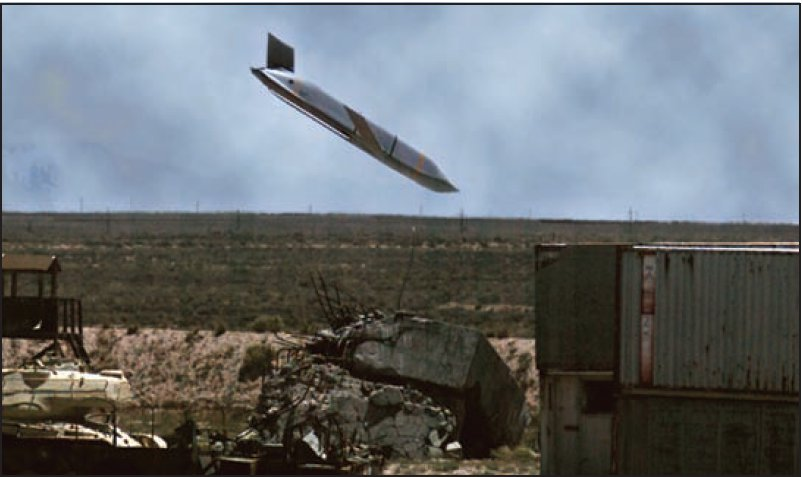
Tir d'essai d'un JASSM avant son entrée en service.

Entrées en service en 2009, ses diverses versions ont été produites par  Lockheed Martin à plus de 2 000 unités en 2018.
Sa première utilisation au combat a lieu dans la nuit du 13 au 14 avril 2018 lorsque deux bombardiers Rockwell B-1 Lancer du 28th Bomb Wing décollant de Al Oudeid au Qatar lancent 19 JASSM-ER lors des bombardements de Barzé et de Him Shinshar.
Fin 2018, l'USAF recherche d'autres entreprises qui seraient en mesure de construire et d'entretenir ce type de missiles.

## Description

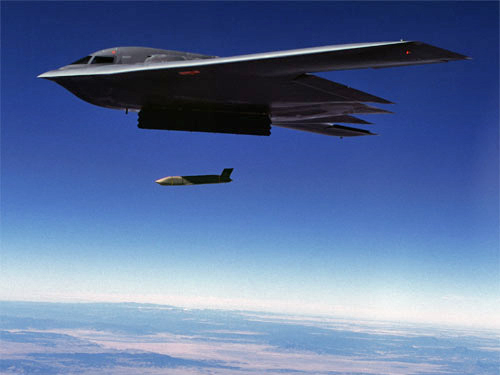
Un Northrop B-2 Spirit larguant un AGM-158 JASSM.

L'AGM-158A est propulsé à vitesse subsonique par un turboréacteur Teledyne CAE J402. Les ailes repliées sous le fuselage afin de prendre moins de place, se déploient après le lancement. Il est doté d'un empennage vertical destiné au contrôle du missile en lacet.
Il est dirigé sur sa cible par guidage inertiel recalé par GPS. Le guidage terminal et la reconnaissance de la cible se font grâce à un autodirecteur infrarouge. Une liaison de données permet au missile de transmettre sa position et son statut durant le vol, permettant une meilleure évaluation des dommages. La précision du missile est grande, son erreur circulaire probable donnée est de 2,4 m.
La charge militaire est constituée d'un pénétrateur WDU-42/B de 450 kg.
L'AGM-158 peut être emporté par un grand nombre d'appareils : F-15, F-16, F/A-18, F-35, B-1B, B-2 et B-52.

## Variantes
Plusieurs améliorations sont à l'étude, comme un dispensateur de sous-munitions, une nouvelle tête chercheuse ou un nouveau propulseur permettant une portée supérieure à 1 000 km.
Le JASSM-Extended Range (JASSM-ER) a reçu en 2002 la désignation AGM-158B, il a environ 70 % de pièces communes avec le AGM-158A. Il est doté d'un moteur plus performant, un Williams International F107-WR-105 à la place du Teledyne CAE J402-CA-100 et d'un plus grand volume de carburant dans une cellule de même dimension. Sa portée est estimée à 925 km. Son premier vol a lieu le 18 mai 2006, tiré depuis un B-1B sur une cible située dans le polygone de tir de White Sands ; les essais se poursuivent jusqu'en août 2012. La mise en service opérationnelle du JASSM-ER a lieu en 2009. Le JASSM-ER est entré en service avec l'USAF en avril 2014. Bien que le B-1 ait été initialement le seul avion capable de l'emporter ; il a ensuite été intégré aux B-52, F-15E, F-16 et B-2. Le B-1B peut transporter une charge complète de 24 JASSM-ER, le B-2 16 missiles, et le B-52 équipé de la mise à niveau de la baie d'armes interne 1760 (IWBU) est capable de transporter 20 JASSM-ER, huit en interne et 12 sur des pylônes externes. Il est également transporté par les chasseurs F/A-18E/F Super Hornet et F-35C de l'US Navy. L'armée de l'Air a approuvé la production à plein régime du JASSM-ER en décembre 2014. L'intégration du JASSM-ER sur le B-52 et le F-16 devait se terminer en 2018, le F-15E étant retiré du service après cela. Il a été annoncé que le JASSM-ER avait atteint sa pleine capacité opérationnelle sur le F -15E en février 2018. Le B-2 Spirit a tiré en décembre 2021, avec succès, un missile de croisière JASSM-ER. Le 20 novembre 2019, l'armée de l'Air a retiré le missile de croisière AGM-86C/D remplacé par le JASSM-ER,.
Le AGM-158C LRASM (Long Range Anti-Ship Missile) est une version antinavire développée à partir de 2009 et déclarée opérationnelle en 2018.
Une version très longue portée « Range Air-to-Surface Standoff Missile Extreme Range » d'une autonomie de 1000 milles nautiques (1 852 km) a reçu un premier contrat pour son développement en septembre 2018, d’abord appelée « JASSM XR » [pour eXtreme Range] puis AGM-158D par la suite. Lockheed-Martin aurait à en livrer cinq unités par mois à partir de janvier 2024, afin d’équiper les bombardiers B-1 Lancer.
En septembre 2024, Lockheed-Martin dévoile un AGM-158 XR, qui porte la même charge militaire que ses prédécesseurs, mais qui est à la fois plus long et plus lourd, afin d'emporter davantage de carburant pour augmenter sa portée. Il pourra être mis en œuvre par l’ensemble des chasseurs-bombardiers américains, à l’exception du F-16, sa masse étant trop importante pour ce dernier. Des avions de transport, comme le C-130J Hercules, le C-17 Globemaster et le Kawasaki C-2, seraient susceptibles d’en emporter, à conditions que plusieurs de ces engins soient conditionnés sur des palette larguées en vol, comme le prévoit le concept « Rapid Dragon » (en) de l’US Air Force en service en 2021.

## Utilisateurs
- Australie : Le gouvernement australien a officiellement sélectionné l'AGM-158A pour équiper ses F/A-18 Hornet[15].
- États-Unis :
  - L'US Air Force a prévu [Quand ?] d'acquérir 3 700 missiles. En date de fin 2022, il est prévu un stock de 6 500 engins en 2026[16]
  - L'US Navy avait prévu d'acquérir 450 AGM-158 mais y a renoncé en faveur du missile SLAM-ER déjà éprouvé[17].
- Pologne
  - Force aérienne de la République polonaise : Le 28 novembre 2016, la possible vente de 70 JASSM-ER est approuvée par les autorités américaines[18]. Le 12 mars 2024 le Defense Security Cooperation Agency approuve la vente potentielle de 821 AGM-158B-2[19],[20].
- Finlande : En octobre 2011, le Defense Security Cooperation Agency autorise la vente potentielle de 70 AGM-158[21],[22]. La Finlande annonce de l'achat de 70 missiles en 2019[23] de croisière AGM‑158 JASSM au profit des Forces aériennes finlandaises pour contrer l'augmentation de la menace russe. Le 9 octobre 2020, le département d'État américain approuve la vente potentielle de 200 AGM-158B-2 JASSM-ER[24],[25].

### Ventes potentielles
- Pays-Bas : Le 5 février 2024 le Defense Security Cooperation Agency approuve la vente potentielle de 120 AGM-158B/B-2[26],[27].
- Allemagne : Le 28 juillet 2022, le Defense Security Cooperation Agency approuve la vente potentielle de 75 AGM-158B/B-2 JASSM-ER, une vente qui accompagne le F-35A [28],[29]. Un contrat de vente officiel est attendu pour l'automne 2024[30],[31].
- Japon : Le 28 août 2023 le Defense Security Cooperation Agency approuve la vente potentielle de 50 AGM-158B/B-2[32],[33].

## Utilisations en opérations
La variante JASSM-ER a été utilisée pour la première fois par les États-Unis lors de l'opération du 14 avril 2018 de Bombardements de Barzeh et de Him Shinshar en Syrie en coordination avec le Royaume-Uni et la France. Deux bombardiers Rockwell B-1 Lancer ont tiré un total de 19 missiles sur des installations du gouvernement syrien abritant son programme d'armes chimiques,.
Le deuxième emploi de l'AGM-158 au combat a eu lieu lors du raid de Baricha qui a abouti à la mort d'Abou Bakr al-Baghdadi, le « calife » de l'État islamique. À la fin de l'opération, la maison où il se trouvait a été rasée par une frappe de missiles AGM-158.